# Église de la Dormition (Souzdal)
L'église de la Dormition (russe : Церковь Успения Пресвятой Богородицы на Княжьем дворе) à Souzdal, ou église de la Dormition de la Sainte-Mère de Dieu (en russe : Церковь Успения Пресвятой Богородицы ou Успенская церковь), est un édifice religieux baroque situé dans la « cour du prince » du côté Est, à l'entrée du Kremlin de Souzdal. Elle a été construite une première fois au XVIIe siècle. Le talus de terre, qui constitue l'enceinte du kremlin, la précède dans la ruelle qui y mène. 

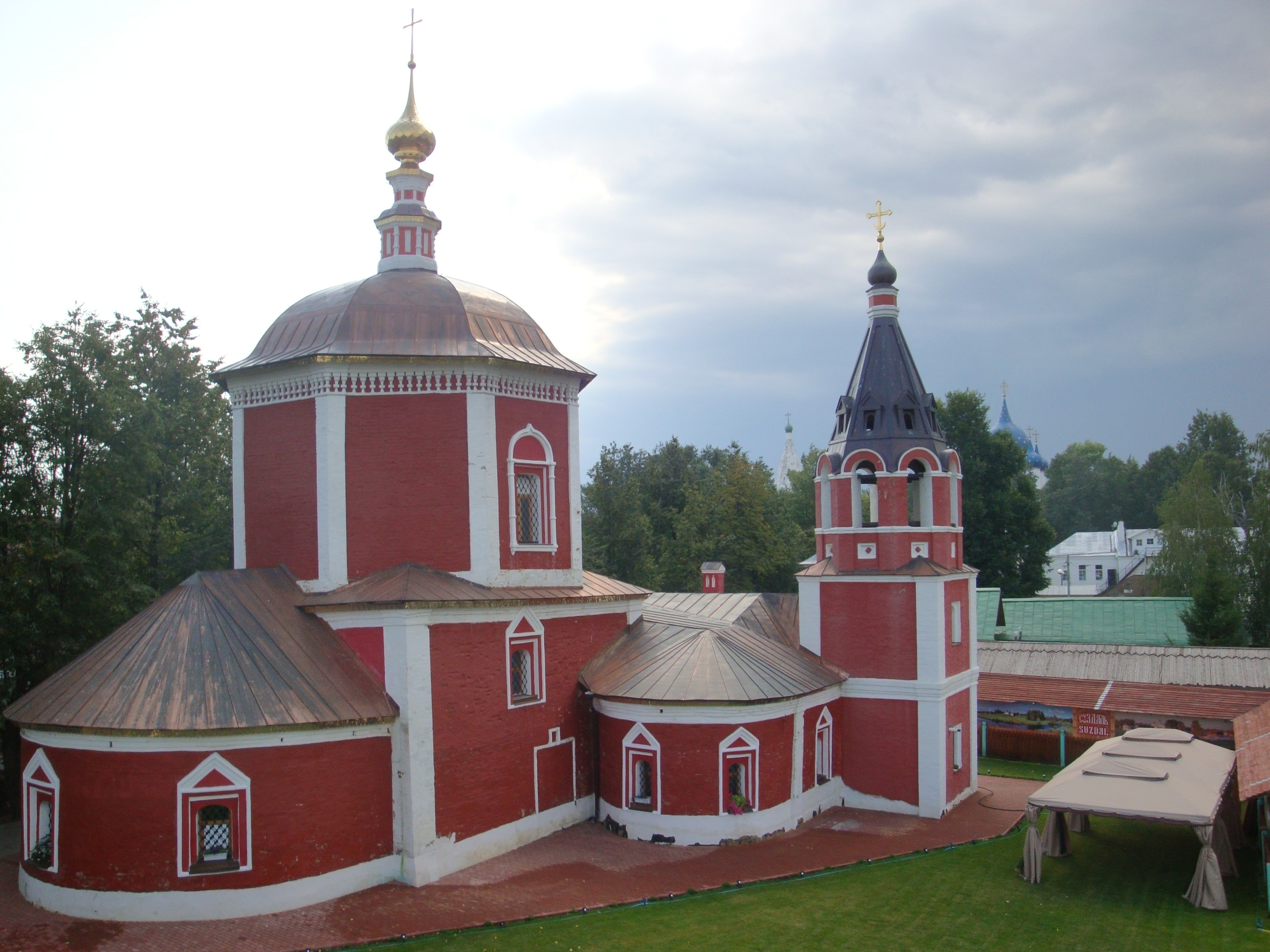
église de la Dormition

## Histoire
La date précise de la construction de l'église n'est pas connue. Il est probable, qu'une église en pierre ait remplacé une église en bois qui avait brûlé en 1650. Un nouvel incendie détruisit l'église en 1719. Elle fut à nouveau reconstruite. Au XVIIe siècle et XVIIIe siècle et jusqu'à la Révolution d'Octobre, l'église disposait d'un clocher et d'une chapelle dédiée à Serge et Nikon de Radogène. Elle était entourée d'une clôture basse munie de petites portes. Ces éléments furent détruits au début du XXe siècle. Ils ont été reconstruits depuis lors.
L'église de la Dormition est un rare exemple à Souzdal d'édifice de style Baroque Narychkine dit aussi ou Baroque de Moscou.
En 1958 Alexis Vagranov dirigea la restauration de l'édifice.

## Sources
- Успенская церковь
- Алиса Аксенова, Суздаль ХХ век Издательство " Аркаим" 2003  (ISBN 5-93767-002-7) Alice Aksenova, Souzdal au XXe siècle.